# 大橋芳雄
大橋 芳雄（おおはし よしお、1905年4月9日 - 1980年7月8日）は、日本の経営者。共同印刷社長を務めた。

## 経歴
東京都出身。1927年に東京高等工芸学校印刷科を卒業。
東京インキで取締役、共同印刷で監査役、常務を歴任し、1945年5月から1957年5月までに共同印刷社長を務めた。
1980年7月8日、急性肺炎のために死去。75歳没。